# The Return of the Living Dead
The Return of the Living Dead é um filme americano de 1985. A comédia zumbi foi dirigida e escrita por Dan O'Bannon, e é considerada uma das duas sequências da história iniciada em A Noite dos Mortos-Vivos (a outra sequência é o filme Dawn of the Dead). Estrelado por Clu Gulager, James Karen, Don Calfa, Thom Mathews e Beverly Randolph, The Return of the Living Dead conta a história de como um grupo de pessoas em uma cidade americana lidam com o vazamento de um gás, Trioxyna 245, que faz com que os mortos voltem a vida.
O filme é conhecido por introduzir o conceito (hoje popular) de zumbis comendo cérebro ao invés de comer apenas carne humana, como nos filmes de zumbi anteriores a ele. A obra também é conhecida por sua trilha sonora, que faz uso extensivo de bandas de death rock e punk rock. The Return of the Living Dead foi bem recebido pela crítica na época de seu lançamento e teve um sucesso moderado nas bilheterias. Sua popularidade duradoura fez com que o filme gerasse quatro sequências e se tornasse um filme cult.

## Sinopse
Em 3 de julho de 1984 em um armazém de equipamentos médicos in Louisville, Kentucky, um capataz chamado Frank tenta impressionar o novo funcionário da companhia, Freddy, mostrando a ele alguns tambores de origem militar que estão armazenados no porão do prédio. Os tambores contêm os restos de um experimento militar que deu errado. Frank acidentalmente libera o gás tóxico contido nos tambores, o que deixa os dois inconscientes. Quando acordam, Frank e Freddy descobrem que o corpo armazenado dentro de um dos tambores desapareceu e que o gás reanimou o cadáver de um morto armazenado dentro de uma câmara fria. Eles contactam seu chefe, Burt Wilson, no intuito de que ele os ajude a resolver a situação. Eles decapitam o cadáver reanimado, mas isso não consegue "matá-lo", Burt resolve então pedir ajuda em uma funerária próxima a fim de que as partes desmembradas do cadáver sejam queimadas no incinerador do local tentando assim destruir o cadáver de uma vez por todas.
Enquanto isso, os amigos de Freddy ficam sabendo de seu nome emprego atráves de sua namorada, Tina. O grupo composto por Spider, Trash, Scuz, Suicide, Casey e Chuck decidem pegar Freddy no trabalho depois do fim de seu expediente e esperam dentro de um cemitério local. Tina deixa o cemitério e vai até o armazém procurar por Freddy. Sua busca a leva até o porão, onde ela involuntariamente atrai a atenção do corpo semi-derretido que estava dentro do tambor (apelidado de "Tarman") que Freddy e Frank acreditavam ter se derretido. Ela se tranca dentro de um armário de metal depois que sua tentativa de correr fracassa, mas o zumbi encontra um gancho e tenta arrombar a porta.
No mortuário, Burt convence o agente funerário Ernie a queimar as partes do corpo reanimado, sem se dar conta de que a fumaça da queima libera o gás tóxico que contamina o ar causando uma chuva ácida que faz os mortes ressuscitarem de suas covas. A chuva força o grupo de amigos de Freddy a se esconder dentro do armazém. Já dentro do local, eles ouvem os barulhos vindos do porão e correm para ajudar Tina, mas no processo Suicide acaba morto por Tarman. O grupo faz uma barricada na porta do porão a fim de evitar que Tarman escape e correm para fora do armázem e vão parar novamente no cemitério, mas acabam se separando quando os zumbis começam a sair de suas sepulturas. Enquanto o grupo tenta escapar, Trash acaba sendo cercada e comida por um grupo de zumbis, morrendo da mesma forma que ela havia antes dito ser a pior forma de se morrer. Tina, Spider e Scuz conseguem chegar até a funerária. Chuck e Casey voltam para o armazém onde Tarman continua preso no porão.
Frank e Freddy começam a se sentir cada vez mais doentes por causa da sua exposição ao gás tóxico e são obrigados a chamar uma ambulância. Os paramédicos da ambulância aplicam alguns testes nos dois e insinuam que ambos "não estão mais vivos". Quando Burt e Ernie descobrem os zumbis vindo do cemitério, eles rapidamente formam uma barricada para impedir que os mesmos entrem na funerária. Os paramédicos são mortos e comidos pelos zumbis, assim com os reforços policiais chamados por eles. Scuz também é morto enquanto tenta proteger a barricada. Com Frank e Freddy dando sinais que eles próprios estão se transformando em zumbis, Burt os tranca na capela da funerária e Tina resolve ficar lá dentro com Freddy. Enquanto isso, Trash se levanta dos mortos agora como uma zumbi e começa uma horda semi-organizada que ataca as forças policias que chegam ao local.
Freddy sucumbe e vira um zumbi, tentando comer Tina, mas é cegado por um ácido jogado em seu rosto por Ernie. Frank escapa e percebendo que virará um zumbi resolve se cremar volutariamente se jogando dentro do incinerador. Burt e Spider usam uma viatura da polícia abandonada para escapar do local, mas a horda crescente de zumbis os impede de voltar para resgatar Tina e Ernie. Eles voltam ao armázem e a viatura acaba explodindo devido a um vazamento de gasolina. Burt e Spider se encontram com Casey e Chuck e os quatro vão para o porão com o propósito de de alcançar um telefone e pedir ajuda. Burt consegue desmaiar Tarmam dando-lhe golpes de bastão de beisebol na cabeça. Com a polícia massacrada pelos zumbis, Burt decide ligar para o número escrito no tambor de gás tóxico. A ligaçao cai no telefone do Coronel Glover, o militar responsável por procurar os tambores. Quando Glover descobre que o gás dos tambores foi liberado, ele ativa um protocolo de contaminação a fim de usar artilharia nuclear para destruir a área contaminada.
Ernie e Tina conseguem escapar de Freddy e se esconder em um sotão. No momento em que Freddy esta para conseguir entrar no sotão onde ambos se escondem uma bomba nuclear disparada pelos militares destroi vinte quarteirões de Louisville, matando tanto os zumbis quanto os sobreviventes humanos. Como imagens mostrando a área destruida, Glover diz que a explosão matou menos de 4,000 pessoas e descarta a possibilidade de chuva ácida, mas essa logo começa a cair.

## Elenco
- Clu Gulager como Burt Wilson
- James Karen como Frank
- Don Calfa como Ernie Kaltenbrunner
- Thom Mathews como Freddy
- Beverly Randolph como Tina
- John Philbin como Chuck
- Jewel Shepard como Casey
- Miguel A. Nunez Jr. como Spider
- Brian Peck como Scuz
- Linnea Quigley como Trash
- Mark Venturini como Suicide
- Jonathan Terry como Coronel Glover
- Allan Trautman como Tarman

## Produção
O filme tem suas raízes em um romance de John Russo também chamado "Return of the Living Dead". Quando Russo e George A. Romero terminaram sua parceria após o filme de 1968 Night of the Living Dead, Russo ficou com os direitos autorais de qualquer filme usando a marca "Living Dead", enquanto Romero foi deixado livre para criar sua própria série de sequências do filme, começando com Dawn of the Dead. Russo e o produtor Tom Fox planejavam trazer Return of the "Living Dead" para o cinema como um filme em 3D dirigido por Tobe Hooper. Dan O'Bannon foi contratado para dar um tratamento ao roteiro e depois que Hooper deixou o projeto para dirigir Lifeforce (filme também escrito por O'Bannon), os produtores ofereceram à O'Bannon o cargo de diretor. Ele aceitou com a condição de que ele pudesse reescrever o roteiro completamente a fim de distinguir claramente a obra dos filmes de Romero. Russo manteve os créditos como um dos escritores do filme pelo seu trabalho na parte de desenvolvimento do projeto, mas o filme pronto carrega pouca ou nenhuma semelhante com o romance escrito por ele. Ele depois escreveu um outro romance baseado no filme que é bastante fiel à história presente no script da obra.
O roteiro de O'Bannon se diferencia da série de filmes de Romero, principalmente pela forte presença de elementos de humor, misturando um humor mórbido estilo splatter com diálogos muitas vezes excêntricos. O filme também faz uso significativo do nú feminino, diferentemente dos filmes de Romero. Russo e O'Bannon estão envolvidos diretamente apenas com o primeiro filme da série. O resto dos filmes de uma forma ou outra mantém-se fiéis às "regras" estabelecidas nesse primeiro filme.
Apesar de a história se passar em Louisville, Kentucky, as filmagens ocorreram na Califórnia. A única cena que foi realmente filmada em Louisville é a tomada que mostra o portão principal do Louisville's Eastern Cemetery. O zumbi "Tarman" foi representado pelo ator e bonequeiro Allan Trautman, que ficou mais conhecido por seu trabalho com Jim Henson no programa The Muppets. O personagem da mulher zumbi partida ao meio foi feito através do uso de um boneco animatrônico criado por Tony Gardner e manipulado por Gardner, Brian Peck ("Scuz") e o designer de produção William Stout. O personagem acabou por ajudar a lançar a carreira de Gardner como artista de efeitos de maquiagem. Os personagens Burt Wilson e Ernie Kaltenbrunner não foram, como muitos acreditam, nomeados em homenagem aos personagens de Sesame Street. Na verdade, Dan O'Bannon nem sequer tinha ideia de que estava usando nomes de personagens de Sesame Street.
Originalmente, o roteiro previa que o personagem Frank Johnson se transformaria completamente em um zumbi e se juntaria a horda de zumbis, mas James Karen (intérprete do personagem) não queria filmar nenhuma cena na chuva fria de Los Angeles, ele então sugeriu a O'Bannon que Frank se incinerasse antes que se transformasse completamente em um zumbi. O'Bannon concordou com a sugestão e assim foi feito.

## Trilha sonora
1. "Surfin' Dead" by The Cramps
2. "Partytime (Zombie Version)" by 45 Grave
3. "Nothin' for You" by T.S.O.L.
4. "Eyes Without a Face" by The Flesh Eaters
5. "Burn the Flames" by Roky Erickson
6. "Dead Beat Dance" by The Damned
7. "Take a Walk" by Tall Boys
8. "Love Under Will" by Jet Black Berries
9. "Tonight (We'll Make Love Until We Die)" by SSQ
10. "Trash's Theme" by SSQ
11. "Young, Fast Iranians" by The FU's|Straw Dogs: Apesar de não estar  presente no albúm oficial com a trilha sonora do filme, presente nas versões da trilha sonora de 1991 em diante.
12. "Partytime (Single Version)" by 45 Grave: Versão usada no filme, mas não presente no albúm oficial com a trilha sonora do filme.
13. "Panzer Rollen in Afrika vor" by Norbert Schultze: Canção tocada no walkman de Ernie, apesar de não estar  presente no albúm oficial com a trilha sonora do filme.

## Lançamento
The Return of the Living Dead foi lançado nos Estados Unidos em 16 de agosto de 1985. No Brasil, o filme estreou em 6 de março de 1986 e em Portugal em 21 de abril de 1987.

### Recepção
O filme foi um sucesso moderado de crítica e público. Como um custo estimado de cerca de $4,000,000, The Return of the Living Dead arrecadou US$14,237,000 apenas em solo americano. A crítica também foi bastante favorável. No agregador de críticas de televisão e cinema Rotten Tomatoes, o filme tem 91% de aprovação e uma nota média de 7,2/10, baseado em 35 críticas. No Metacritic, outro agregador de críticas, o filme tem a nota de 66/100, baseado em 12 críticas. Roger Ebert do Chicago Sun-Times deu ao filme três de quatro estrelas possíveis e escreveu que o filme "É uma espécie de máquina de sensações, feita com os ingredientes usuais, e (nesse caso) a verdadeira questão é se é feito com estilo. E é".
The Return of the Living Dead foi indicado à quatro prêmios Prêmio Saturno: "Melhor Filme de Terror"; "Melhor Ator" (James Karen); "Melhor Maquiagem" (William Munns) e "Melhor Diretor" (Dan O'Bannon).

## Legado
The Return of the Living Dead popularizou a noção, hoje popular, de que zumbis comem especificamente cérebros (em oposição a comerem simplesmente carne) e que gemem "Céreeebrrooo!" enquanto caminham. Em uma das cenas mais importantes do filme, uma zumbi que acabou de matar um dos personagens é amarrada a uma mesa (apenas seu dorso ainda esta inteiro) e ela explica que os mortos procuram comer cérebros para aplacar a dor que sentem por estarem mortos. Existe uma ideia popularmente aceita de que foi George Romero quem inventou essa peculiaridade dos zumbis, contudo, o próprio Romero nega que essa ideia tenha sido dele.
- O filme é visto em um epsódio de South Park chamado "Pink Eye" onde Kenny é contaminado e todos a sua volta se transformam em zumbis comedores de cérebro. A frase "Cérebro....mais cérebro" é parodiada no episódio "Night of the Living Homeless" também de South Park onde a cidade é tomada por sem tetos que repetidamente pedem por "moedas".
- No quinto episódio da quarta temporada de Os Simpsons ("Treehouse of Horror III"), Bart & Lisa sem querer libertam uma horda de zumbis em Springfield. Eles invadem a casa dos Simpsons procurando por cérebros, mas após checarem a orelha de Homer, eles o rejeitam após baterem em sua cabeça e ouvirem o eco indicando que a cabeça está oca.
- Em 2011, o documentário "More Brains! A Return of the Living Dead Documentary" foi lançado em DVD.